# يوجين تشونغ
يوجين تشونغ (بالإنجليزية: Eugene Chung)‏ هو لاعب كرة قدم أمريكية أمريكي، ولد في 14 يونيو 1969 في مقاطعة برينس جورج في الولايات المتحدة.

## وصلات خارجية
- يوجين تشونغ على موقع مرجع كرة القدم المحترفة.كوم (الإنجليزية)